# عبد الله الحمادي (لاعب كرة قدم مواليد 1997)
عبد الله يوسف إسماعيل الحمادي (مواليد 1 سبتمبر 1997، لاعب كرة قدم إماراتي يجيد اللعب في الدفاع.
مثل سابقاً نادي الوحدة ونادي الظفرة ونادي دبا الحصن ونادي دبي سيتي ونادي بينونة.